# Pagamento contactless

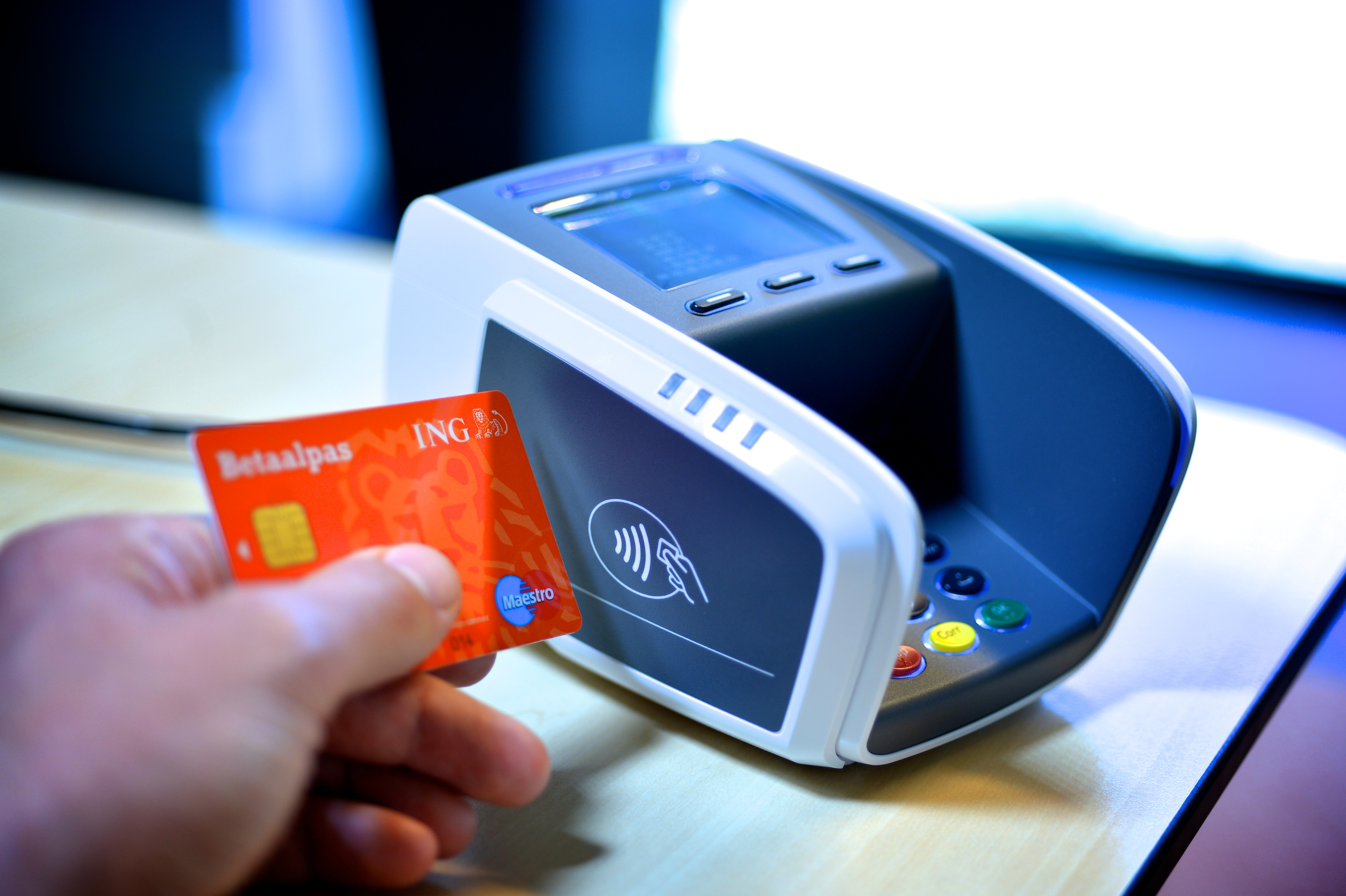
Carta e lettore per pagamenti contactless

Il sistema di pagamento contactless o pagamento senza contatto è un sistema che permette di effettuare acquisti tramite carte di credito o di debito, smart card, smartphone e altri dispositivi, per mezzo delle tecnologie RFID e/o NFC. Le carte contactless, a differenza delle carte tradizionali dotate di banda magnetica e microchip, non richiedono l'inserimento fisico della carta nel lettore, ma solo l'avvicinamento della stessa, a patto di non superare una certa soglia di distanza.

## Caratteristiche

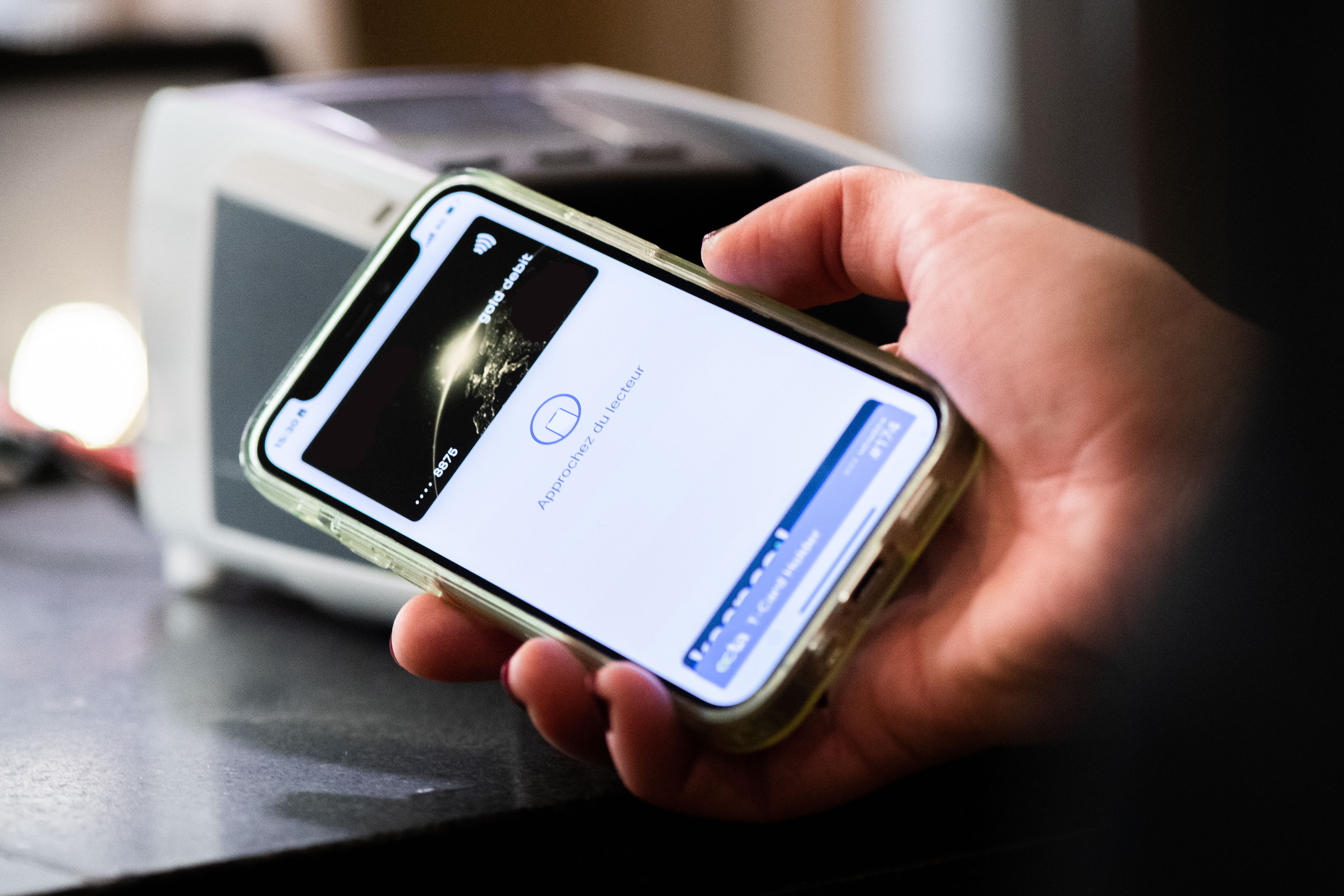
Pagamento contactless con uno smartphone

Il vantaggio di questo tipo di pagamento è che rende la procedura più rapida rispetto ai sistemi tradizionali. A tale scopo, per pagamenti sotto un certo importo (al 2020 generalmente fino a 25 euro in Italia e fino a 40 CHF in Svizzera), la transazione viene effettuata senza digitare il codice PIN (se carta di debito) o firmare la ricevuta (se carta di credito), il tutto avviene in pochi istanti. Nel caso di carta di debito e pagamento contactless sotto i 25 euro, l'esercente può comunque stampare la copia della ricevuta se il cliente la desidera (o inviargliela via SMS o altro canale).
Un altro importante aspetto è che questo tipo di pagamento ha posto le basi per applicazioni Near Field Communication (NFC); per esempio associando una carta bancaria contactless (che contiene un componente RFID) ad uno smartphone o a un qualsiasi altro dispositivo (ad esempio un tablet) abilitato a NFC (ovvero con un sistema di lettura e scrittura RFID incorporato) è possibile effettuare transazioni di moneta elettronica, pagamenti e accedere a servizi.
In alcuni casi, per voluta impostazione dell'esercente, il pagamento contactless può essere disabilitato per le carte di debito (in Italia dette impropriamente bancomat per la capillare diffusione di tale circuito) anche se l'importo è inferiore ai 25 euro, mentre è lasciato attivo per le carte di credito; in questi casi occorre inserire la carta e il codice PIN.

### Le tipologie di carte contactless
I dispositivi di pagamento senza contatto, materializzati attraverso una scheda di formato tessera in plastica, contengono un chip di tipo RFID passivo. Essi sono:
- Carte prepagate
- Carte di debito
- Carte prepagate multiservizi: carte prepagate emesse con tecnologia contactless con funzioni aggiuntive e dedicate ad importanti atenei milanesi. Nel caso delle carte di ateneo, oltre alle consuete funzioni di pagamento, che permettono spese fino a 50 euro contactless negli esercizi convenzionati ove siano presenti POS predisposti, i nuovi badge consentono con la medesima tecnologia RFID l'autenticazione all'interno delle strutture universitarie (parcheggi, biblioteche, ecc.).
- Carte di credito tradizionali: molte banche, tra cui importanti istituti nazionali, hanno lanciato una nuova carta di credito collegata al conto corrente che adotta la tecnologia PayPass di MasterCard. Per i pagamenti contactless, permessi fino a 50 euro, si acquista senza firma sullo scontrino né PIN.

In commercio esistono protezioni per portafogli o portadocumenti dotati di schermo RFID per evitare lo sniffing dei dati contenuti nel chip della carta. A differenza della banda elettromagnetica l'RFID non si "smagnetizza" (è un componente passivo che risponde solo quando è eccitato dall'energia del lettore che lo interroga per mezzo di un'onda a radio frequenza di 13,56 MHz): quindi o funziona o si guasta totalmente.

### I terminali di pagamento
I terminali di pagamento (chiamati comunemente POS) possono essere dotati di un apparato supplementare che si aggiunge alla base principale oppure al tastierino numerico e che permette la lettura contactless; i terminali più recenti hanno la funzione integrata.

### I circuiti
Le soluzioni contactless sono proposte dalle maggiori società emittenti di carte di credito, come Visa, MasterCard, American Express, ecc.

## Diffusione dei pagamenti contactless in Italia
Dal 1º gennaio 2016 le macchine distributrici di biglietti di Trenitalia accettano le carte contactless e si può pagare senza l'inserimento del codice PIN per importi fino a 25 euro (esattamente come gli altri servizi).
Dal 1º gennaio 2021, grazie a un accordo tra Bancomat, Mastercard e Visa, i limiti per i pagamenti senza codice PIN in Italia sono saliti a 50 euro.
Inizialmente la zona d'Italia a maggior diffusione fu la provincia di Milano, scelta come località di prova per la maggiore concentrazione di carte di credito. Il progetto prevedeva l'implementazione di postazioni POS presso gli esercenti, al fine di diffondere il più possibile i punti di accettazione delle carte contactless. Inoltre, importanti istituti di credito regionali e nazionali diffusero le nuove carte presso la propria clientela, sia per le nuove emissioni che per le sostituzioni.